# Michael Sayman
Michael Arthur Sayman (* 24. srpna 1996) je peruánsko-bolivijsko-americký podnikatel v oblasti mobilních aplikací, softwarový inženýr, politický aktivista a spisovatel. Je známý především díky oceňovaným aplikacím, které jako teenager vytvářel, aby zabezpečil svou rodinu během Velké recese, a také svou pozdější prací ve společnosti Facebook. Časopis Semana jej označil „nejvlivnějším Latinoameričanem v Silicon Valley“. V roce 2019 byl zařazen do seznam 30 pod 30 časopisu Forbes.

## Osobní život
Narodil se v roce 1996 v Miami na Floridě bolivijskému otci Miguelovi Saymanovi a peruánské matce Marii Cristině Gálvez Sayman.
V roce 2010, když mu bylo 13 let, přišli jeho rodiče o práci a byli nuceni dát dům do exekuce. Jeho matka uvažovala o tom, že se přestěhují zpět do Peru. Sayman však trval na tom, že zůstanou ve Spojených státech a že všechno zaplatí on sám. Během dospívání živil rodinu penězi, které vydělával publikováním aplikací na App Store. V rozhovoru pro časopis People řekl, že byly chvíle, kdy nevěděl, zda si jeho rodina bude moci koupit jídlo nebo zaplatit účet za elektřinu.
V srpnu 2018 se v rozhovoru pro časopis People en Español veřejně přiznal k homosexualitě, protože, jak uvedl, věří, že „tímto krokem mohl pomoci dalším Latinoameričanům, kteří procházejí stejnou situací“.

## Kariéra

### SocialAI
V září 2024 vytvořil aplikaci s názvem SocialAI, simulující sociální síť, ve které je člověk sám pouze s AI boty. Aplikace nabídla uživatelům zcela nový způsob interakce s velkými jazykovými modely. Namísto jedné odpovědi na jejich vstup, jim SocialAI nabídla hned několik odpovědí naráz. Z nich si pak uživatelé mohli vybrat tu, která jim pro danou situaci přišla nejlepší, a následně na ni reagovat. Podle Saymana je právě takovýto způsob interakce pro lidi mnohem přirozenější.